# セミナー商法
セミナー商法（セミナーしょうほう）とは、自己啓発セミナーなどと称する実質はマインドコントロールであるセミナーを受講させる事により、組織に都合の良い人間に洗脳し高額な教材や商材を買わせたり、通い続けさせる事により消費者から多額の金銭を巻き上げる悪徳商法。
学生間ではパソコンや英会話など就職に有利とされている資格やスキルのセミナーに関する金銭的なトラブルが多発している。